# Лицарі на колесах
Лицарі на колесах (англ. Knightriders) — американський пригодницький бойовик 1981 року.

## Сюжет
Група мандрівних мотоциклістів, під керівництвом Біллі, переїжджають з міста в місто і показують своє шоу. Одним з головних атракціонів є битва мотоциклістів в лицарських обладунках на списах. Популярність їх шоу росте, а зарозумілість Біллі вносить розкол серед артистів. Одні вважають його дійсним творцем їхнього успіху, інші вважають, що в популярності заслуга всіх членів колективу. Біллі подобається це безтурботне життя, в той час як інші члени трупи цими виступами намагаються просто заробити і зібрати трохи грошей. Одного разу перед виступом в одному маленькому містечку двоє поліцейських вимагають від Біллі хабар за дозвіл виступати. Біллі відмовляється дати гроші і ображає представників закону. Вночі офіцери повертаються і обшукують вагончик, який належить одному з акторів на ім'я Багман, і виявляють пакет з марихуаною. Поліцейські знову вимагають у Біллі гроші, але він знову відмовляється. Тоді вони арештовують Біллі і Бегмана. Тим часом трупа, на чолі якої стає Морган, переїжджає в інше місто. Там до трупи прив'язується агент Джо Бонтемпі, який хоче підписати з ними контракт на виступи. Незабаром Біллі виходить з в'язниці і приєднується до трупи. Він обурений, дізнавшись, що їм належить ділитися прибутком з Бонтемпі. В результаті він виганяє Моргана і його прихильників. Однак на цьому суперництво двох угруповань не закінчується.

## У ролях
| Актор           | Роль           |
| --------------- | -------------- |
| Ед Гарріс       | Біллі          |
| Гері Лахті      | Алан           |
| Том Савіні      | Морган         |
| Емі Інгерсолл   | Лінет          |
| Патріша Теллман | Джулі          |
| Крістін Форрест | Енджі          |
| Ворнер Шук      | Піппін         |
| Бразер Блу      | Мерлін         |
| Синтія Адлер    | Рокі           |
| Джон Емплас     | Вайтфейс       |
| Дон Беррі       | Багман         |
| Аманда Девіс    | Шейла          |
| Мартін Ферреро  | Бонтемпі       |
| Кен Форі        | Маленький Джон |
| Кен Гіксон      | Стів           |
| Джон Гостеттер  | Так            |